# Clematis gialaiensis
Clematis gialaiensis là một loài thực vật có hoa trong họ Mao lương. Loài này được Serov mô tả khoa học đầu tiên năm 1994.